# CZ 97B

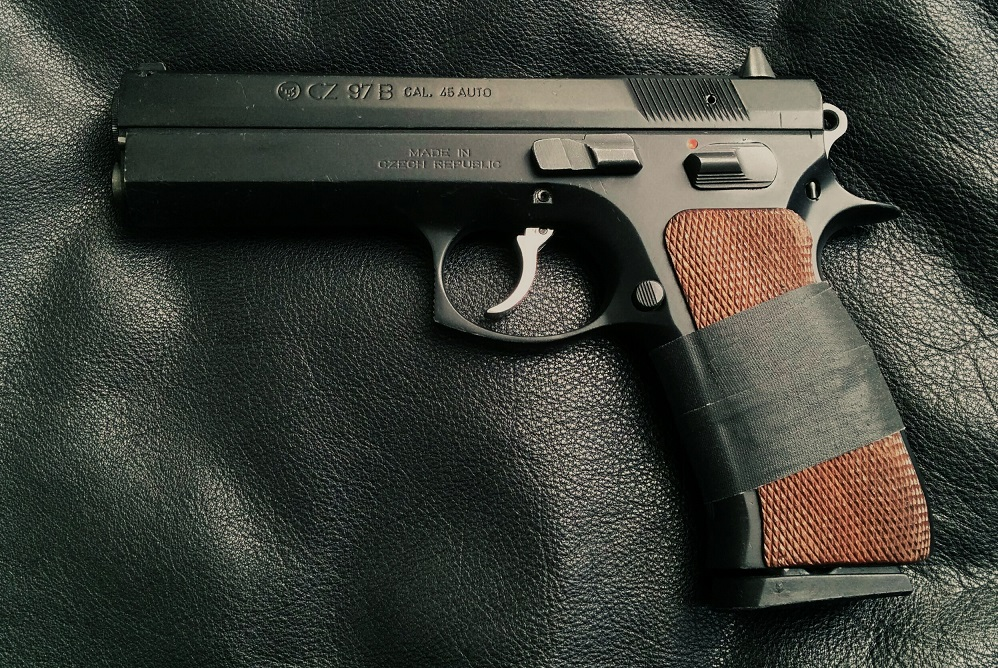
Una CZ 97 B.

La CZ 97B es una pistola calibre 11,43 mm (.45) introducida en 1997. Es esencialmente una CZ 75B pero que dispara el cartucho .45 ACP, en lugar del 9 x 19 Parabellum.
No debe ser confundida con el Norinco QBZ 97B, fusil de asalto de nombre similar . 

## Diseño
Las características incluyen una boquilla del cañón roscada e indicador de recámara cargada. Conserva toda la funcionalidad, ergonomía y precisión de su hermana menor. La CZ 97B utiliza un cargador de doble hilera para diez balas. 
En 2013 le fueron añadidas unas cachas de aluminio y un punto de mira de fibra óptica, además se hicieron mejoras en la rampa de alimentación para mejorar la fiabilidad.